# سقانفار اورطشت
سقانفار اورطشت مربوط به دوره قاجار است و در شهرستان آمل، دهستان هزار پی شمالی، روستای اورطشت واقع شده و این اثر در تاریخ ۱۴ اسفند ۱۳۸۵ با شمارهٔ ثبت ۱۷۷۹۴ به‌عنوان یکی از آثار ملی ایران به ثبت رسیده است.